# Agía Paraskeví (ort i Grekland, Nordegeiska öarna)
Agía Paraskeví (Ayía Paraskeví) är en ort i Grekland.   Den ligger i prefekturen Nomós Lésvou och regionen Nordegeiska öarna, i den östra delen av landet, 260 km nordost om huvudstaden Aten. Agía Paraskeví ligger 103 meter över havet och antalet invånare är 2 195. Den ligger på ön Lesbos.
Terrängen runt Agía Paraskeví är kuperad åt nordost, men åt sydväst är den platt. Runt Agía Paraskeví är det ganska glesbefolkat, med 32 invånare per kvadratkilometer. Närmaste större samhälle är Agiásos, 20,0 km söder om Agía Paraskeví. 